# Граничский сельсовет
Граничский сельсовет (бел. Гра́ніцкі сельсавет) — упразднённая административная единица на территории Молодечненского района Минской области Республики Беларусь.

## История
Образован 12 октября 1940 года в составе Радошковичского района Вилейской области БССР. С 20 сентября 1944 года в составе Молодечненской области. 16 июля 1954 года упразднен, территория присоединена к Сычевичскому сельсовету. 1 октября 1973 года центр Сычевичского сельсовета перенесён в деревню Граничи, сельсовет переименован в Граничский. 
На 1 января 1974 года в составе сельсовета 15 населенных пунктов. 
В 2008 году деревня Граничи преобразована в агрогородок. 
28 июня 2013 года Граничский сельсовет упразднён, населённые пункты включены в состав Радошковичского сельсовета.

## Состав
Граничский сельсовет включает 15 населённых пунктов:
- Великие Бакшты — деревня.
- Великий Бор — деревня.
- Горняки — деревня.
- Граничи — агрогородок.
- Дубки — деревня.
- Загорцы — деревня.
- Климанты — деревня.
- Кодевцы — деревня.
- Комарники — деревня.
- Максимовка — деревня.
- Малые Бакшты — деревня.
- Малый Бор — деревня.
- Новая — деревня.
- Радевцы — деревня.
- Сычевичи — деревня.